# Гросус
Гросус (порт. Grossos)  —  муниципалитет в Бразилии, входит в штат Риу-Гранди-ду-Норти. Составная часть мезорегиона Запад штата Риу-Гранди-ду-Норти. Входит в экономико-статистический  микрорегион Мосоро. Население составляет 9441 человек на 2007 год. Занимает площадь 126 км². Плотность населения — 70,9 чел./км².
Праздник города — 11 декабря.

## История
Город основан в 1953 году.

## Статистика
- Валовой внутренний продукт на 2004 год составляет 78 475 000,00 реалов (данные: Бразильский институт географии и статистики).
- Валовой внутренний продукт на душу населения на 2004 год составляет 8976,00 реалов (данные: Бразильский институт географии и статистики).
- Индекс развития человеческого потенциала на 2000 год составляет 0,683 (данные: Программа развития ООН).